# Bataille d'Agridi
Guerre des Lombards
La bataille d'Agridi est une bataille de la guerre des Lombards qui se déroule le 15 juin 1232 entre les forces loyales d'Henri Ier de Chypre alliées à la maison d'Ibelin et l'armée impériale de Frédéric II, composée principalement de Lombards. Elle aboutit à la réussite de la levée du siège du château de Saint-Hilarion, également appelée « château du Dieu d'Amour », et à la victoire de la famille d'Ibelin.

## Histoire
Frédéric II, régent de son jeune fils Conrad II de Jérusalem, avait précédemment nommé cinq baillis pour gouverner Chypre, au grand dam de la noblesse locale. La maison d'Ibelin s'oppose vivement à cette décision et, soutenue par le gouvernement du roi de Chypre et de Jérusalem, déclare la guerre aux cinq baillis. Après avoir d'abord réussi à contrôler les principales forteresses de l'île, l'un des baillis, Amaury Barlais, conquiert la majeure partie de Chypre, à l'exception de Saint-Hilarion et de Buffavento, pour le compte de l'empereur, au cours de la première moitié de 1232. La famille d'Ibelin réagit en tentant de soudoyer les Génois pour qu'ils s'allient à eux en leur offrant des privilèges commerciaux dans les ports chypriotes ainsi que des concessions de terres, mais leur tentative échoue.
La famille d'Ibelin et les Chypriotes rassemblent une maigre force de 233 cavaliers, à opposer aux 2 000 cavaliers lombards. Leur armée est alors divisée en cinq batailles. Quatre d'entre elles sont placées sous le commandement d'Hugues d'Ibelin, d'Anceau de Brie, de Baudouin d'Ibelin et de Jean Brisebarre. Balian d'Ibelin, pourtant censé être à l'arrière-garde, se range en première ligne aux côtés d'Hugues et d'Anceau. L'arrière-garde est alors commandée par Jean d'Ibelin et Henri Ier de Chypre.
L'avant-garde lombarde, dirigée par Gautier de Manepeau, charge l'arrière-garde des Ibelin avant de faire demi-tour pour mener ses hommes contre la quatrième bataille sous les ordres de Jean Brisebarre, mais, repoussée, elle prend la fuite. La deuxième bataille lombarde réalise une charge victorieuse contre les forces commandées par Hugues d'Ibelin, mais les hommes d'Anceau de Brie viennent promptement à son secours. Par la suite, « la bataille se déroule comme une série de combats individuels confus, au cours desquels de grands faits d'armes sont accomplis… bien que menée en ordre parfait, (la charge) n'avait été que le prélude à une mêlée désordonnée ».
Au cours de la mêlée, Bérard de Manepeau est désarçonné par Anceau de Brie, et dix-sept camarades venus l'aider sont aussitôt tués par des sergents à pied. Le jeune Balian se forge ainsi une réputation en défendant un col face aux Lombards. Finalement, l'arrivée de 50 à 60 sergents à pied venus d'Agridi (en) est déterminante pour leur succès.
Selon l'Estoire d'Eracles, un des principaux avantages des Chypriotes étaient les sergents à pied :
« Une chose y ot, qui aida moult a Chypreis: ce que il avoient sergens a pié; dont il avenoit que, quant un de lor chevaliers estoit abatus, que li sergent le relevoient, et le remetoient a cheval. Et quant un des autres estoit abatus, piestant l'ocioient li sergent et prenoient. »
« Un élément était d'une grande aide pour les Chypriotes : ils disposaient de sergents à pied. Ainsi, lorsqu'un chevalier était renversé, les sergents le relevaient et le remontaient à cheval. Et lorsqu'un Lombard était abattu, il était tué ou capturé par les sergents à pied. »
Après la bataille, Jean Brisebarre, avec des fonds d'Henri Ier de Chypre, loue treize galères génoises pour aider au siège de Kyrenia.